# Biba Band
Biba Band è un gruppo fusion italiano formato da musicisti professionisti provenienti da varie esperienze.

## Storia
La band nasce da un'idea di Paolo Costa, Maxx Furian, Faso ed Alex Baroni. I quattro, in vacanza all'Isola d'Elba, si trovarono a canticchiare canzoni dei Weather Report, Jaco Pastorius e Joe Zawinul.
In quel momento venne loro l'idea di riunire un gruppo di amici, scegliere che canzoni suonare e proporle dal vivo al locale milanese Tangram. L'attività della band è continuata con numerose apparizioni live e ospitate.
Durante un concerto il 23 dicembre 1998, a causa di un'emorragia cerebrale morì improvvisamente il sassofonista Feiez (Paolo Panigada), prevalentemente noto per la sua militanza negli Elio e le Storie Tese.
La band ha poi inciso un album live il 19 febbraio 2001, pubblicato nel 2006 da Hukapan con il titolo di Biba Band Live. Nel 2024 il disco è stato ristampato in doppio LP, in un'edizione limitata di 500 copie, su etichetta Music Day Roma.

## Formazione
La Biba Band cambia formazione in ogni sua uscita, questi sono i musicisti che hanno partecipato finora al progetto.
- Antonello Aguzzi - tastiere
- Alex Baroni - voce
- Amedeo Bianchi - sax
- Barbara Boffelli - voce
- Stefano Bollani - pianoforte
- Alberto Borsari - armonica
- Roberto Cecchetto - chitarra
- Fernando Brusco - tromba
- Giorgio Cocilovo - chitarra
- Daniele Comoglio - sax
- Roby Conti - sax
- Vittorio Cosma - tastiere
- Paolo Costa - basso e chitarra
- Enrico Cremonesi - tastiere
- Sandro De Bellis - trombone
- Massimo Dedo - trombone
- Stefano De Maco - voce
- Elio - voce e flauto traverso
- Marco Fadda - percussioni
- Bebo Ferra - chitarra
- Faso - basso
- Feiez - voce e percussioni
- Paola Folli - voce
- Ambrogio Frigerio - trombone
- Maxx Furian - batteria
- Beppe Gemelli - flauto
- Massimo Greco - tromba
- Luca Jurman - voce
- Alessio Menconi - chitarra
- Christian Meyer - batteria
- Demo Morselli - tromba
- Naco - percussioni
- Mauro Negri - liuto
- Alessandro "Pacho" Rossi - percussioni
- Alberto Parodi - sax
- Claudio Pascoli - sax
- Paolo Pellegatti - batteria
- Michael Rosen - sax
- Alberto Tafuri - pianoforte
- Andrea Tofanelli - tromba
- Francesca Touré - voce

## Discografia
- 2006 - Biba Band Live - Hukapan (cd)
- 2024 - Biba Band Live - Music Day Roma (Doppio vinile)